# Maruta Schmidt
Maruta Schmidt (* 1944) ist eine Verlegerin und Unternehmerin in Berlin.

## Leben und Wirken
Maruta Schmidt stammt aus einer Familie aus Lettland. Sie wurde 1944 auf der Flucht nach Westen geboren.
In den 1970er Jahren studierte sie Kunstgeschichte an der Technischen Universität Berlin.
1978 wurde sie Miteigentümerin des neugegründeten Elefanten Press Verlages in West-Berlin, der vor allem linksalternative Publikationen herausbrachte. In dieser Zeit war sie Mitglied der SEW.
Um 1990 gründete Maruta Schmidt die Mediengruppe Schmidt und Partner (MSP) mit Erik Weihönig. Diese wurde Eigentümerin von Elefanten Press und der Satirezeitschrift Titanic. Dazu übernahm sie die auflagenstarken DDR-Tageszeitungen Junge Welt und Tribüne, mit dem zweitgrößten Druckhaus der DDR am Treptower Park, sowie die Zeitschriften Sonntag und Volkszeitung. 1991 hatte sie einen Jahresumsatz von etwa 40 Millionen DM.
In den folgenden Jahren wurden Teile des Unternehmensvermögens abgegeben. 2000 wurde die Kinder- und Jugendsparte von Elefanten Press verkauft, der verbliebene Verlag Espresso blieb im Besitz der Mediengruppe.
2014 gründete Maruta Schmidt die DLZett Medien GmbH und zwei weitere Gesellschaften, die teilweise 2016 wieder aufgelöst wurden.
2001 gründete sie mit Erik Weihönig die BeWe Grundstücksgesellschaft, die später zur BeWe Vermögensverwaltung wurde und weiter von Weihönig geleitet wird.

## Publikationen
Maruta Schmidt war Herausgeberin von einigen Büchern und einer Zeitschrift.
- Frauen unterm Hakenkreuz. Eine Dokumentation mit zahlreichen Abbildungen (dtv zeitgeschichte). DTV, 1987, Neuauflage 1984, mit Gabi Dietz
- Neue Frauen Die zwanziger Jahre, Elefanten Press Berlin, 1988, mit Kristine von Soden
- Zeitmontage. Alte Welt – Neue Welt. Charlie Chaplin. Ein Hauch von Anarchie, Elefanten Press, Berlin, 1989, mit Till Radewagen
- FahrradLiebe, BilderLesebuch, Elefanten Press Berlin, 1987, ISBN 3-88520-230-1, mit Rolf Wietzer
- Körper Liebe Sprache. Über weibliche Kunst, Erotik darzustellen, Elefanten Press, Berlin 1992, mit Tüle Anna
- Che Schah Shit. Die sechziger Jahre zwischen Cocktail und Molotow, Elefanten Press, Berlin 1992, mit Irene Lusk und Jürgen Holtfreter
- Wild + zahm. Die Die siebziger Jahre, Elefanten Press, Berlin 1997, mit Gaby Dietz und Kristine von Soden

Zeitschrift
- Der Alltag. Die Sensation des Gewöhnlichen. Elefanten Press, Berlin 1994–1997, mit Michael Rutschky und Walter Keller